# Aloys Zötl
 (janvier 2022).

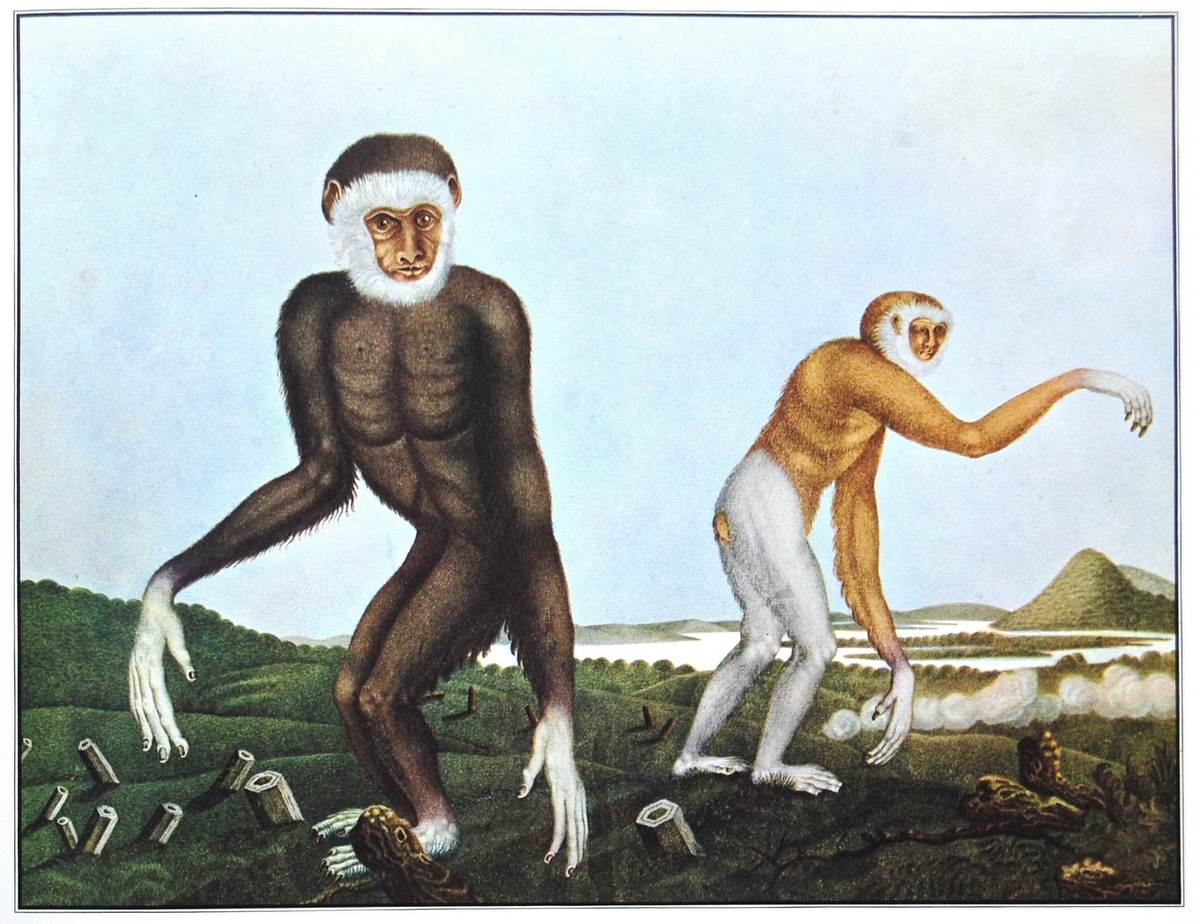
Le singe

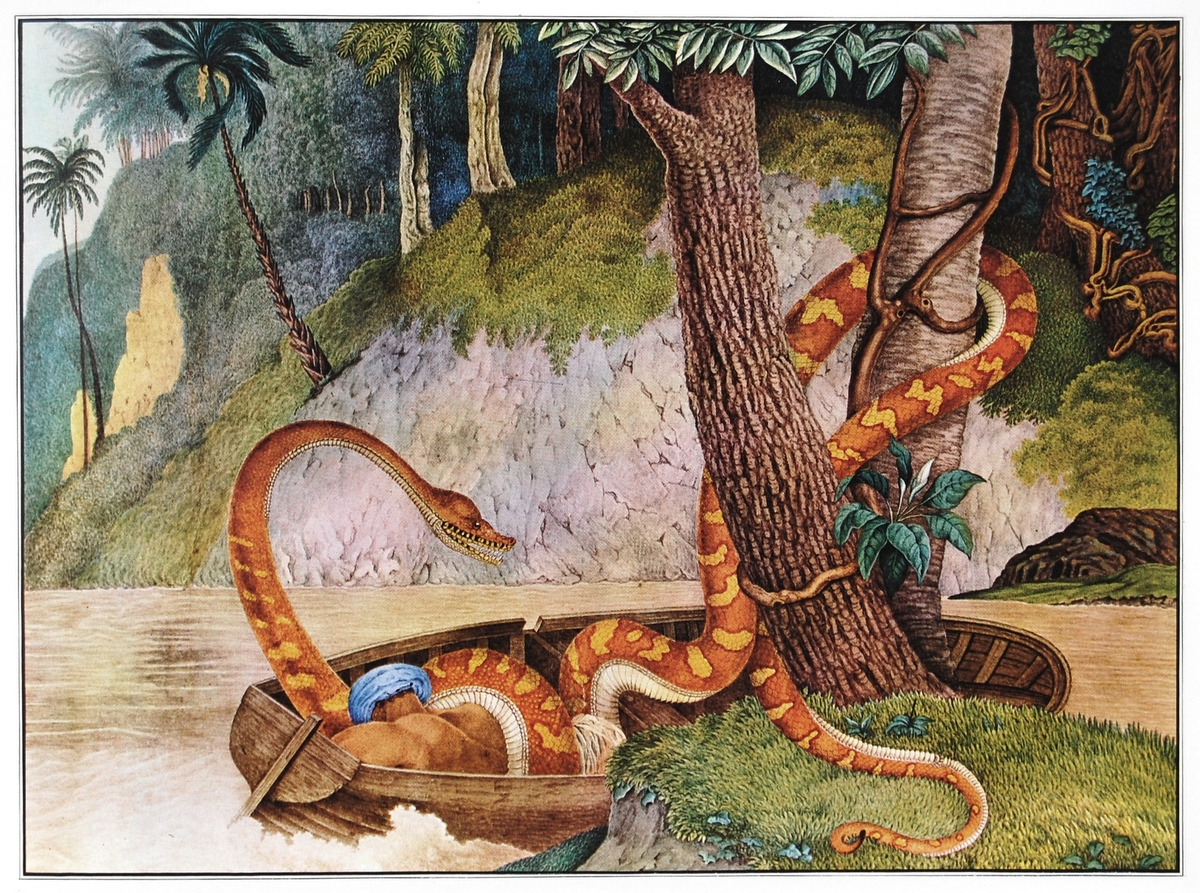
Le serpent de roi

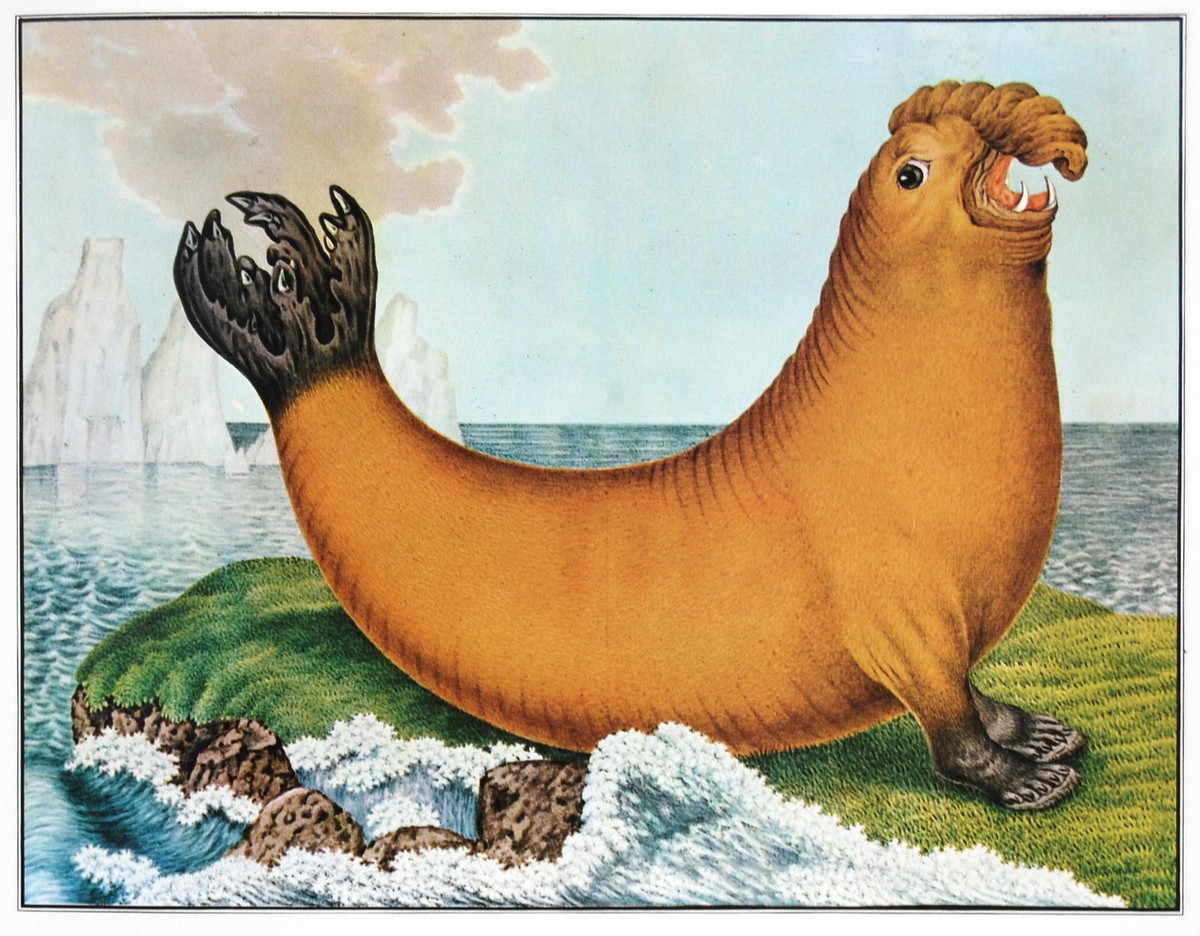
L'éléphant de mer

Aloys Zötl, né le 4 décembre 1803 à Freistadt et mort le 21 octobre 1887 à Eferding, est un maitre teinturier et un peintre autrichien.

## Biographie
Aloys Zöt est surtout connu pour ses aquarelles réunies pour un projet de bestiaire quelque peu fantastique (pour ne pas dire fantaisiste), où André Breton reconnut dès 1956 l'un des précurseurs de l'esthétique surréaliste, citant à son propos les jungles du douanier Rousseau, qui, tout comme Zötl, jamais ne voyagea au-delà des frontières de son pays.
Faute de précisions biographiques sur l'artiste, on ne peut que se livrer à des spéculations sur les raisons qui poussèrent ce teinturier de la Haute-Autriche à entreprendre entre 1832 et 1887 l'élaboration de l'un des bestiaires les plus somptueux jamais conçus.
Après 1945, les planches du Bestiaire furent retrouvées et 150 d'entre elles furent dispersées en 1956 à l'hôtel Drouot.
Selon les chercheurs Vincent Bounoure et Giovanni Mariotti, Zötl se serait inspiré des Métamorphoses d'Ovide et des traités de Buffon : de cette rencontre entre les rêves du poète latins et les observations scientifiques du savant français, serait née une œuvre hallucinée.

## Liens externes

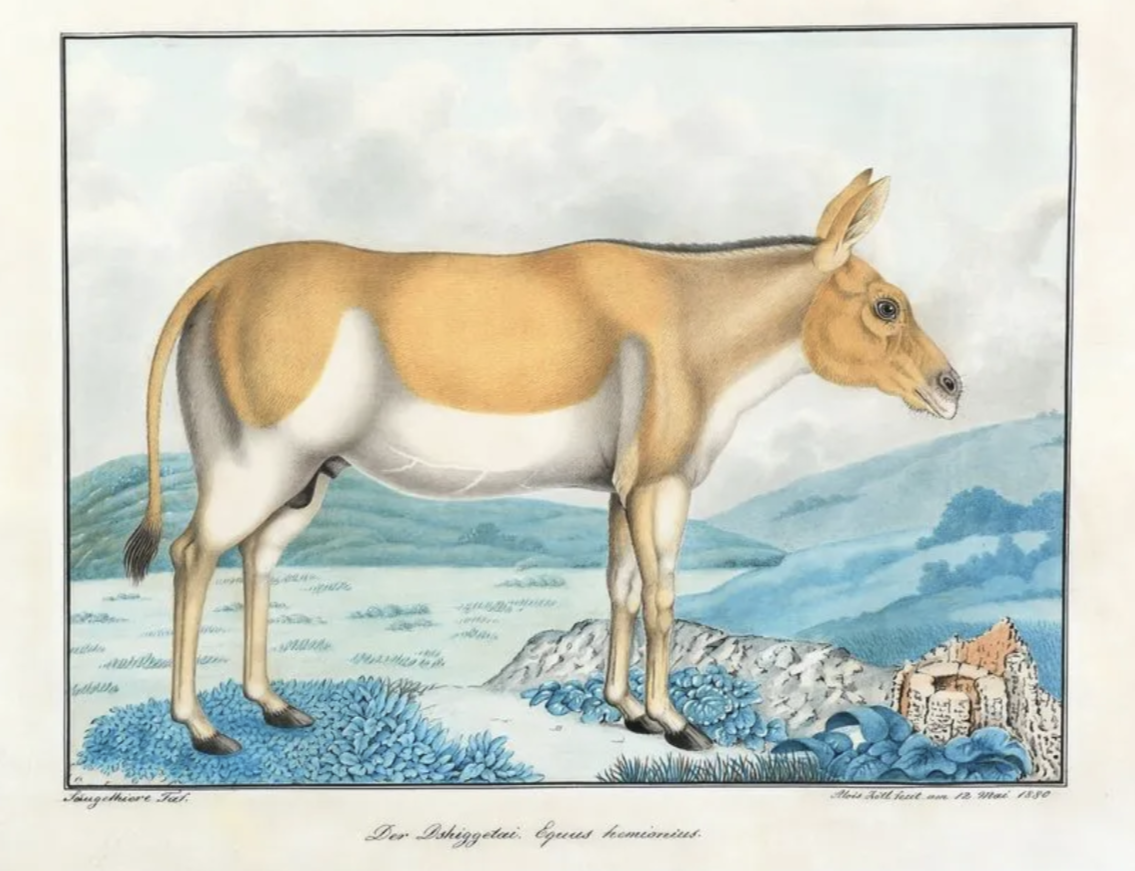
ZÖTL Aloys. (1803-1887). « Der Dshiggetai. Equus hemionius, 1880. » « L’Hémione ». Aquarelle et encre.

## Galerie

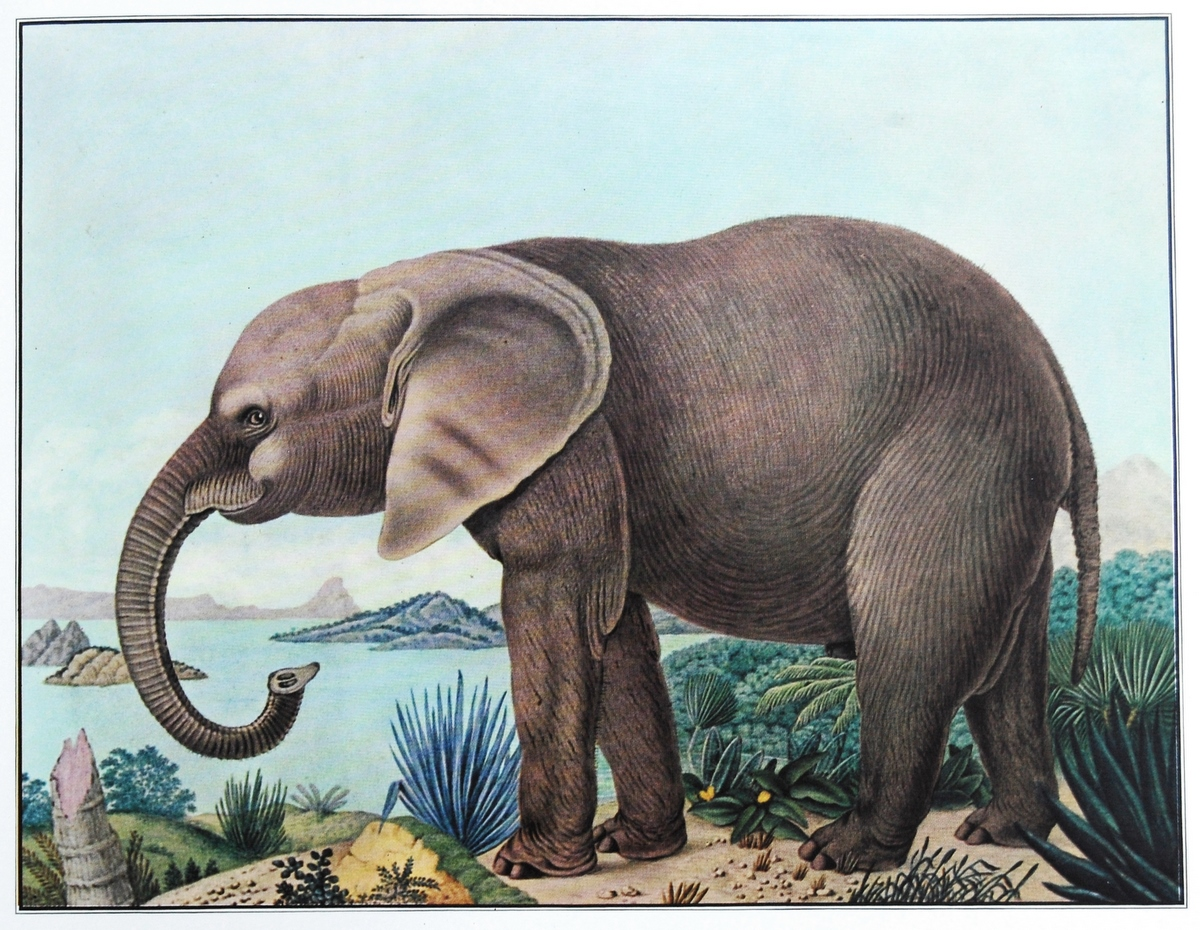
L'éléphant d'Afrique
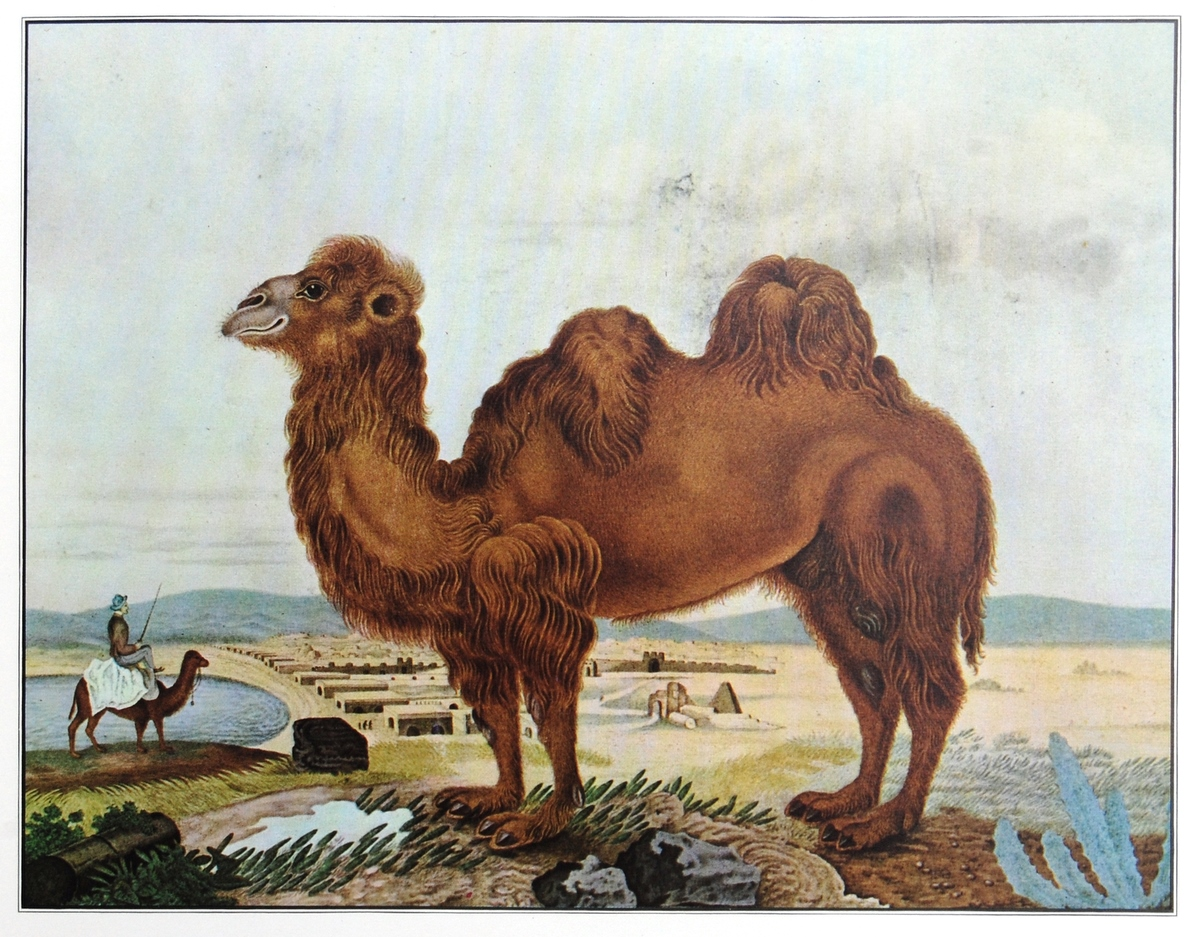
Le chameau
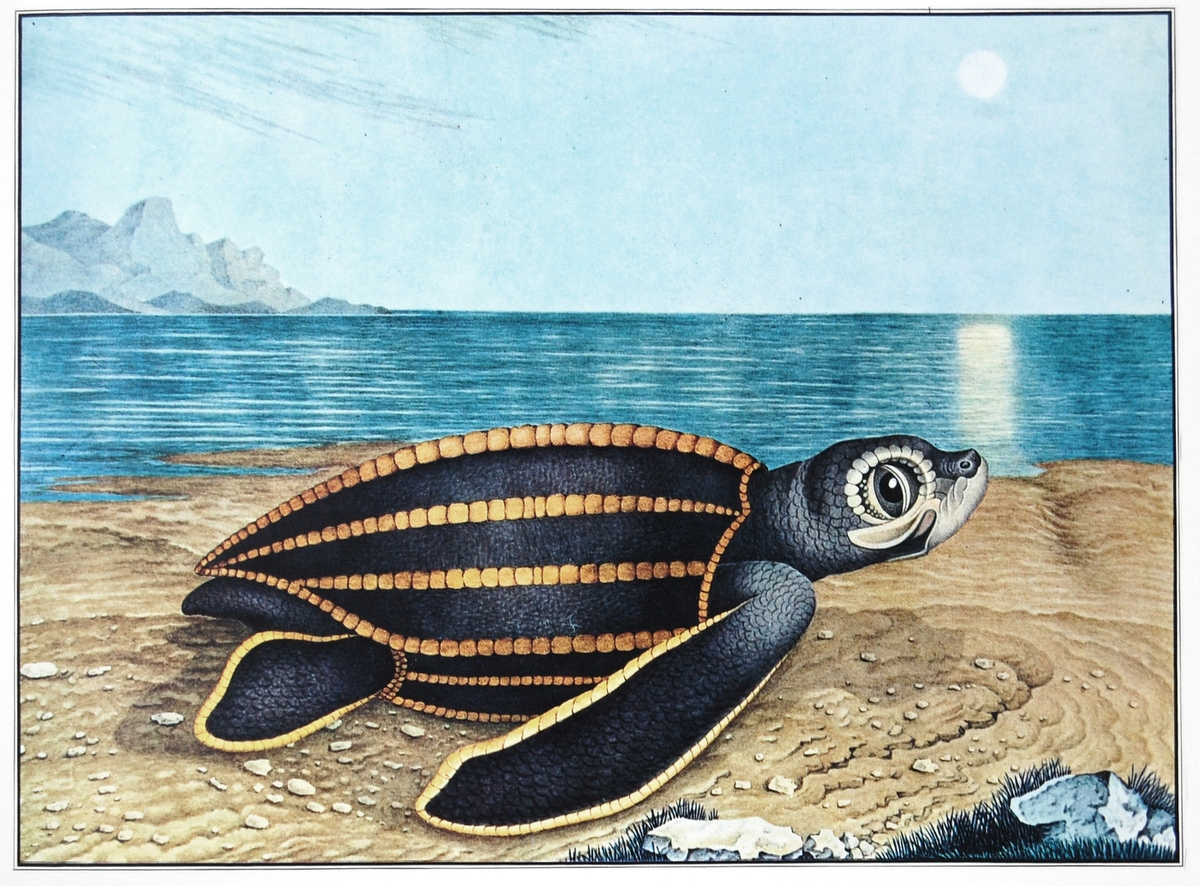
La tortue de mer
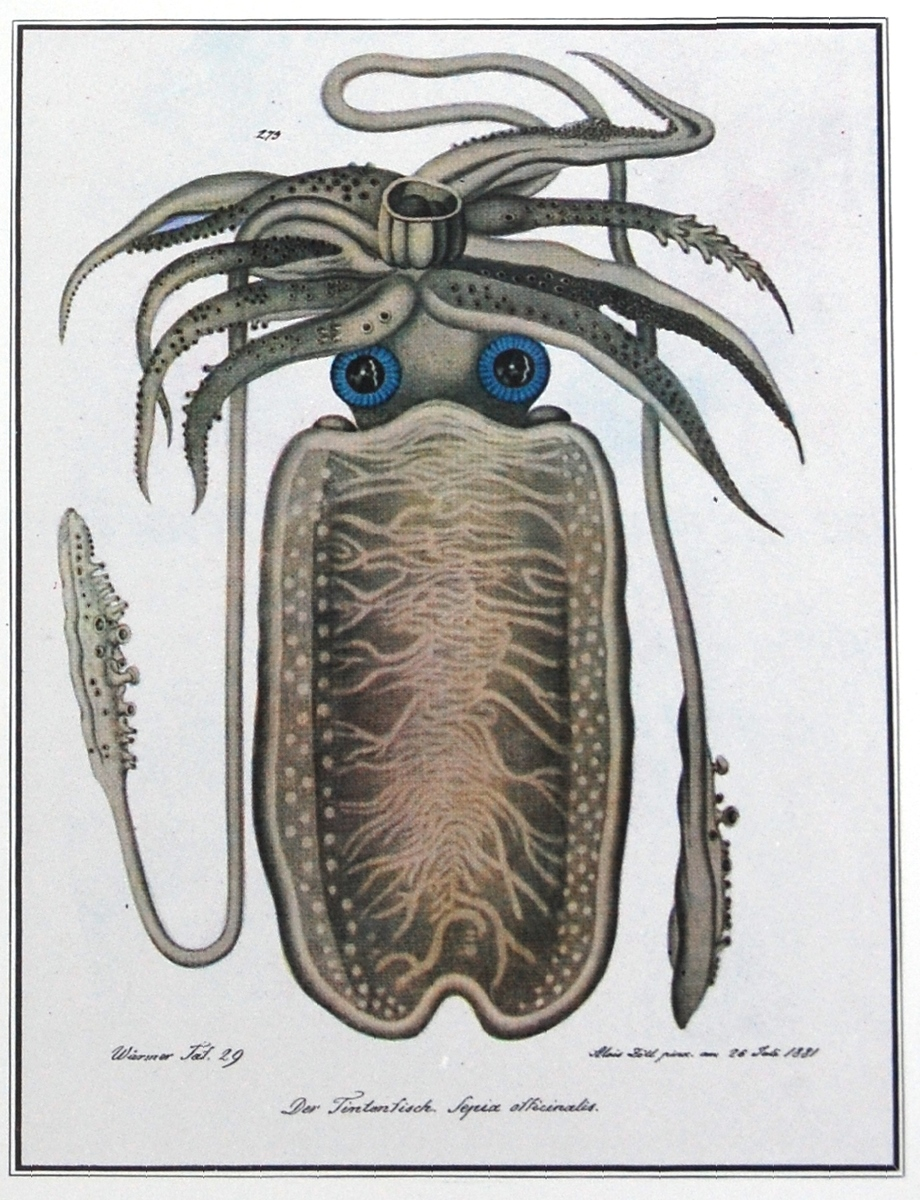
La pieuvre